# Provincia del Quindío
La provincia del Quindío fue una de las provincias del Estado Soberano del Cauca y del Departamento del Cauca en Colombia. Fue creada por medio de la ley 81 del 11 de octubre de 1859, a partir del territorio norte de la provincia del Cauca. Tuvo por cabecera a la ciudad de Cartago. La provincia comprendía el territorio de las actuales regiones quindianas de la Capital, Cordillerana, Fría y Valle, la región risaraldense del Oriente, la región caldense del Centrosur y la región vallecaucana del Norte.

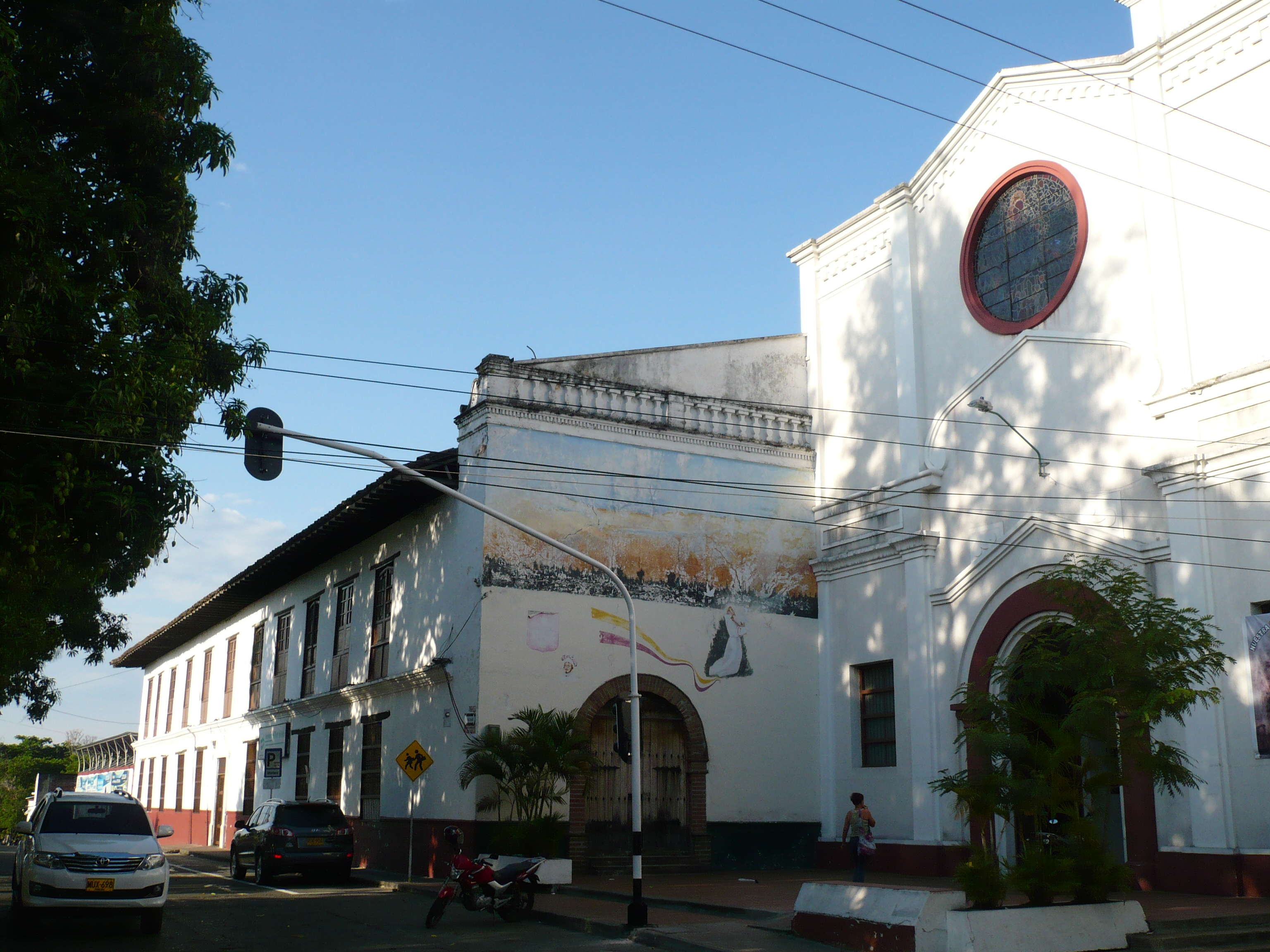
Antigua instalación del Convento de San Francisco y posteriormente también antigua instalación de La Casa de Educación (Colegio Académico / Liceo del Quindío / Nacional Académico), en primer plano el templo de San Francisco.

## Geografía

### Límites
La provincia del Quindío en 1859 limitaba al sur con las provincias de Tuluá y Buga; por el oriente con la cima de la cordillera de los Andes desde donde terminaba el límite de Tuluá hasta la sierra nevada llamada páramo de Ruiz que dividía a los Estados del Cauca y de Cundinamarca; al norte las cabeceras del río Chinchiná que se une al Cauca; luego por el río Cauca aguas abajo hasta llegar a la desembocadura de la quebrada de Arquía y de allí a la cima de la cordillera Occidental, desde el páramo de Ruiz hasta la cordillera Occidental y que dividen al Estado del Cauca del de Antioquia y continuaba por la cima de la cordillera Occidental hacia el sur hasta tocar la provincia de Tuluá.

### División territorial
En 1876 la provincia comprendía los distritos de Cartago (capital), María, Obando, Palestina, Pereira, Salento, San Francisco, Santa Rosa, Segovia y Victoria.
En 1905 la provincia comprendía los distritos de Cartago (capital), Armenia, Calarcá, Filandia y Victoria.